# San Antonio de los Vázquez
San Antonio de los Vázquez es una localidad del estado mexicano de Jalisco. Es parte del municipio de Ixtlahuacán del Río.

## Toponimia
El nombre «San Antonio» hace referencia al santo patrono de la localidad: Antonio de Padua.

## Demografía
| Gráfica de evolución demográfica |
|                                  |

| Censo | Población |
| ----- | --------- |
| 1900  | 751       |
| 1910  | 975       |
| 1921  | 717       |
| 1930  | 616       |
| 1940  | 577       |
| 1950  | 570       |
| 1960  | 974       |
| 1970  | 1 521     |
| 1980  | 1 812     |
| 1990  | 2 012     |
| 2000  | 1 879     |
| 2010  | 1 658     |
| 2020  | 1 686     |